# Ígor Pávlov
Ígor Victórovich Pávlov (en ruso: Игорь Викторович Павлов) es un programador de origen ruso freelance, creador y sustentador del compresor de archivos 7-Zip y su conjunto de herramientas. También es el creador del formato de archivo 7z y de algunos otros programas experimentales, incluyendo 7-max, 7-benchmark, UFA, 777 y BIX.